# Quintiliano
Marco Fabio Quintiliano, en latín Marcus Fabius Quintilianus (Calagurris Nassica Iulia,  c. 35-Roma, c. 95) fue un retórico y pedagogo hispanorromano.

## Biografía
Nació en Calagurris Nassica Iulia (actual Calahorra, La Rioja, España), en la provincia hispanorromana de la Tarraconense. Hizo sus primeros estudios en Roma, donde su padre ejercía la profesión de rétor o abogado. Allí adquiere una cultura general muy completa, siguiendo las lecciones de Remio Palemón y Marco Servilio Noniano en literatura, así como de Domicio Afer en elocuencia. Regresa a Hispania en el año 61, cuando Nerón nombra a Galba gobernador de la Tarraconense. Durante siete años, es profesor de elocuencia y Galba lo nombra abogado en el tribunal superior de la Tarraconense.
Tras el asesinato de Nerón, cuando las legiones hispanas proclaman a su amigo Galba emperador, este decide llevárselo con él a Roma en el 68 d. C. Allí desarrolla una brillante y reconocida carrera como abogado y profesor de retórica, bajo los imperios de Vespasiano, Tito y Domiciano. Vespasiano le confió la primera cátedra oficial y pública de retórica, remunerada con cien mil sestercios, que regentó durante veinte años. Asimismo, le fue encomendada la educación de los sobrinos de Domiciano, hijos de su hermana Domitila, Vespasiano y Domiciano. En su escuela de retórica se formaron Plinio el Joven, el futuro emperador Adriano, acaso Juvenal y posiblemente Tácito.
Su fama proviene, sin embargo, de haber sido el mejor profesor de retórica del mundo antiguo, junto a Isócrates. Era amigo del científico Plinio el Viejo. Su prestigio fue tal que incluso recibió la investidura de cónsul de manos de Domiciano, distinción inusitada para un simple rétor. Tras esos veinte años como abogado y profesor, se retiró el año 89 para dedicarse a escribir rodeado de honores: los ornamenta, los consularia y la laticlavia, una toga con una banda en su borde de color púrpura que solo podían vestir los nobles romanos. El fin de su vida estaría marcado por una serie de dramas familiares: el mismo año de su retiro, 89, perdió a su mujer, que tenía 19 años; en 90, a su hijo primogénito, que contaba cinco; en 95, al segundo, con diez. De todo esto se lamenta amargamente en el proemio del libro VI de su Institutio oratoria.
Escribió primero un diálogo que se ha perdido en que expone su propia posición sobre la creciente corrupción del arte de la elocuencia (De causis corruptae eloquentiae) y, poco antes de fallecer, divulgó su obra maestra: De institutione oratoria, en doce libros, cuyo texto fue conocido sólo parcialmente en la Edad Media hasta que lo rescató en su integridad el humanista Poggio Bracciolini en 1416 de un códice de la abadía de San Galo. Son espurias dos colecciones de declamaciones que se le atribuyen, 19 declamationes maiores y 145 minores. Sí parece suya su oración pro Nevio Arpiniano. 
Murió probablemente poco antes del asesinato del emperador Domiciano, en el año 95.

## Obra
Su fama proviene de su Institutio oratoria (c. 95 d. C.), una obra enciclopédica que recoge todo cuanto es necesario para formar a un orador, en doce volúmenes. Como modelo supremo propone a Cicerón. En los dos primeros libros, Quintiliano trata de la educación elemental y de los métodos para la formación básica en el campo de la Retórica. El futuro orador debe tener un buen litterator y un buen grammaticus, maestros harto olvidados en aquellos tiempos por la hegemonía del rhetor. Dedica los nueve libros siguientes a los fundamentos y técnicas de la oratoria: del tercero al séptimo, por ejemplo, expone ya las fases de inventio y elocutio del método de composición de cualquier discurso, y concluye el tercero con una descripción de los tres géneros oratorios que se inspira en la Retórica y en la Poética de Aristóteles: el género judicial, el deliberativo o sumbulético y el demostrativo o epidíctico; en el cuarto trata sobre las partes del discurso, a saber, exordio (preámbulo o introducción), la narratio o descripción de los hechos, la argumentación, la rápida digresión, la proposición y la división; del octavo al décimo trata la elocutio; el undécimo versa sobre memoria y actio, y el duodécimo trata sobre las cualidades, carácter, ética y deontología que debe poseer el orador.
- Inventio («invención»): encontrar qué decir y seleccionar lo más conveniente.
- Dispositio («ordenación»): saber organizar lo que se va a decir en el orden más propicio al fin perseguido.
- Elocutio («expresión»): escoger la mejor manera, palabras y estilo para seducir con lo que se dice.
- Actio («declamación»): saber aliar la palabra, el tono y el gesto, y adecuar el discurso a las circunstancias en que se pronuncia.
- Memoria («memoria»): mnemotecnia o formas de retener lo que se debe decir y no olvidarlo.

El Libro X es el más conocido; en él aconseja la lectura como elemento fundamental en la formación de un orador y contiene un famoso estudio sobre los autores griegos y latinos. 
La obra defiende la formación íntegra del orador como ser humano y como hombre público y presenta una originalidad notable con un estilo ciceroniano lúcido y brillante; ejerció una gran influencia sobre la teoría pedagógica que sustenta el Humanismo y el Renacimiento y fue traducida directamente del latín al español según la edición (abreviada) de Charles Rollin (probablemente las póstumas de Padua, 1760 o la de París, 1774) por los padres escolapios Ignacio Rodríguez de San José de Calasanz (1765-1808) y Pedro Sandier de San Basilio (1763-1812): Instituciones oratorias del célebre español M. Fabio Quintiliano... Madrid: Librería de Ranz, 1799, 2 vols.); se reimprimió en 1887 (Madrid: Librería de la Viuda de Hernando y Cía), en 1911 y en 1916 (Madrid: Librería de Perlado y Páez) y 1944 (Buenos Aires: Joaquín Gil). La edición más fiable y moderna es por tanto la bilingüe de Alfonso Ortega Carmona (Salamanca: Publicaciones de la Universidad Pontificia / Caja de Salamanca y Soria, 1996) en seis volúmenes.

## Pedagogía optimista y optimizante
Para él aprender es algo propio y natural del hombre y que está a la mano de todos, contradiciendo así a aquellos que pensaban que la educación estaba reservada solo a unos pocos.[cita requerida] Estaba tan seguro de esta idea que culpa del fracaso del aprendizaje a la actitud llevada a cabo por el adulto y no a la del niño. Él afirma que la educación es un bien que beneficia a todo el mundo, incluyendo a aquellas personas que son inteligentes y a las que no lo son tanto. Pero todo no depende solo de la educación sino también del entorno en el que viva el niño y el empeño que este ponga en alcanzar el lugar al que desee llegar de acuerdo con sus posibilidades. Para Quintiliano los hombres deben intentar llegar a lo máximo intentando superar sus aspiraciones y no quedarse solo en las metas que saben que son capaces de lograr. De acuerdo con esto, defiende una pedagogía del esfuerzo, donde cada uno llegue a sus máximas posibilidades. También es defensor de que exista competitividad entre los hombres, pero cree necesario eliminar el sentimiento de fracaso en ellos cuando no se logra llegar al primer puesto.

## Las instituciones docentes

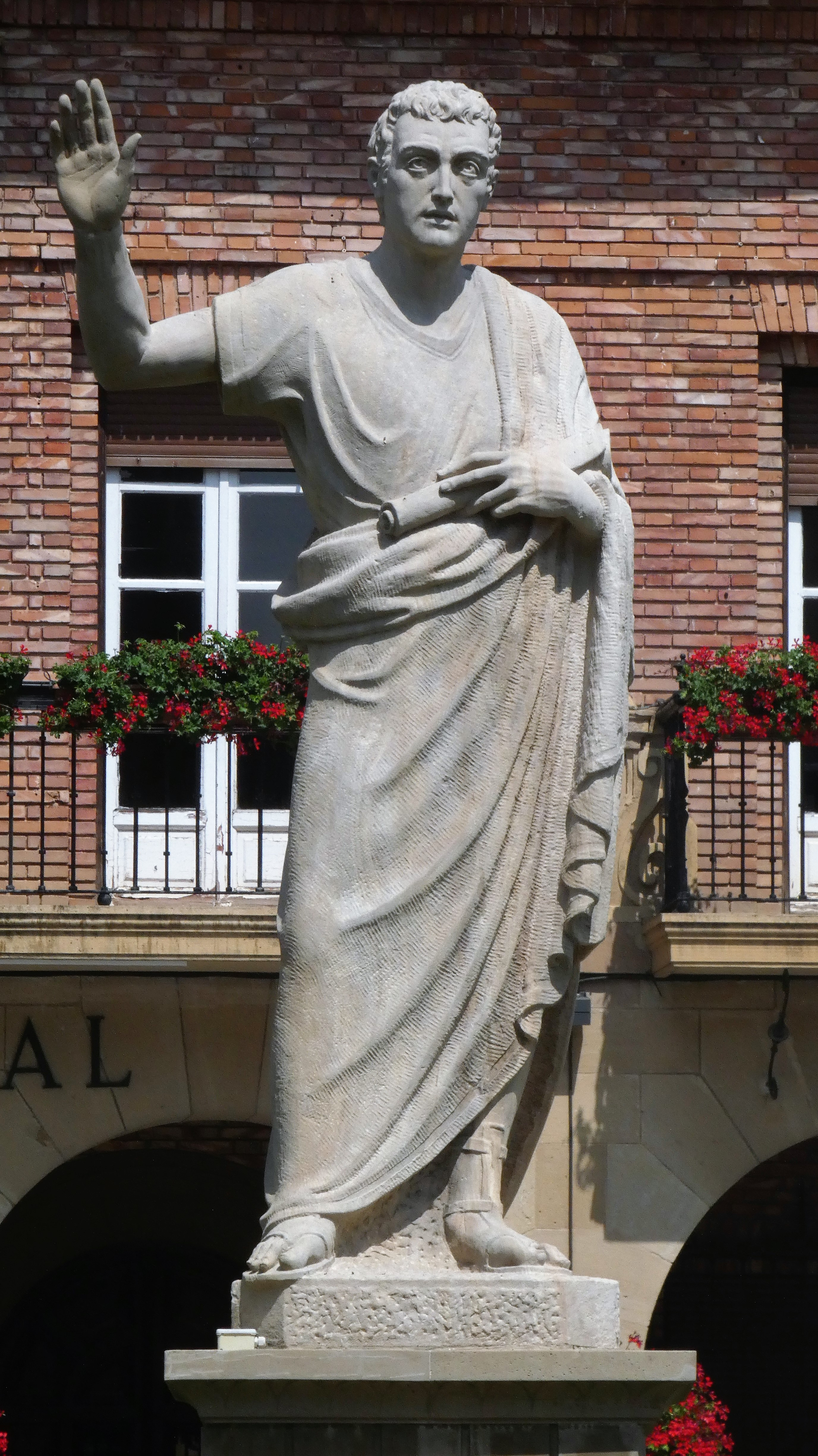
Estatua a Quintiliano en su Calahorra natal, por Antonio Loperena Eseverri.

En aquella época estaba interiorizada la idea de que un niño no era capaz de aprender hasta los siete años de edad, porque según ellos, este no tenía la madurez necesaria para ello. Quintiliano pensaba de forma diferente a estas personas y afirmaba que el niño era capaz de aprender muchísimo antes de tener que llegar a esa edad. La condición que instauró Quintiliano fue la de que se fuera prudente, dado que no se le podría exigir al niño trabajos excelentes antes de tiempo. Si este principio no se lleva a cabo, podría provocar que el niño aborrezca el estudio y que de esta forma tenga una visión equivocada de lo que realmente es la educación.
Esta situación ya dicha, podrá contrarrestarla o incluso evitarla el preceptor, que antes de empezar la educación del niño deberá indagar sobre el ingenio, la naturaleza, la memoria y la capacidad del niño, al mismo tiempo que debe conocer cómo tiene que tratar a sus alumnos.
De este modo, una vez que el preceptor ya conoce todas estas facultades del alumno, será necesario que elija el método que mejor encaje con cada uno de ellos, adaptando así el aprendizaje a las necesidades de cada alumno consiguiendo de esta forma evitar el agobio de los principiantes con las tareas superiores a sus habilidades. Por lo que, a causa de esto, Quintiliano apoya una educación y un método que estén personalizados a las características de cada uno de los alumnos.

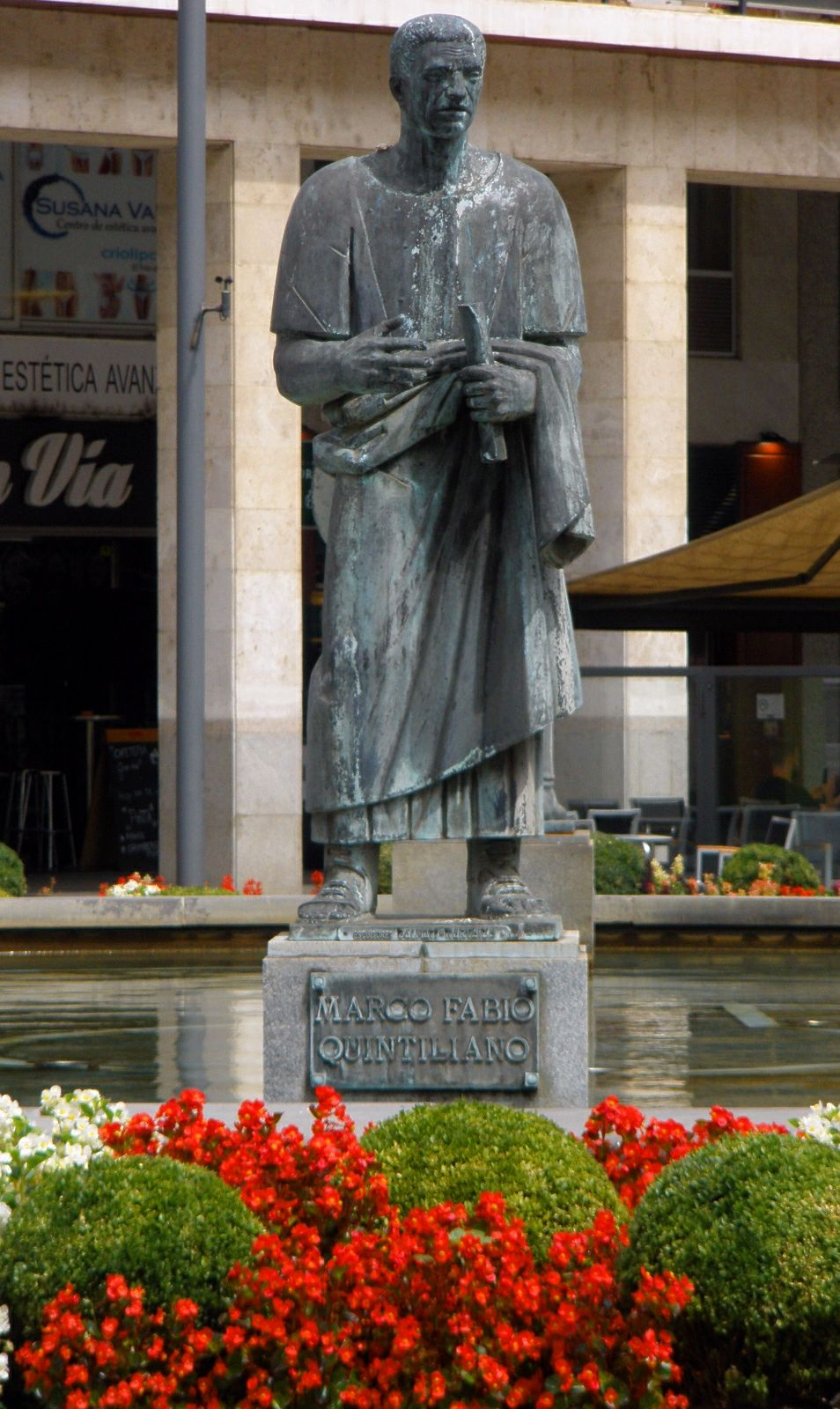
Estatua de Quintliano en Logroño, como parte del conjunto escultórico de la Fuente de los Ilustres

Quintiliano está en contra de todo tipo de violencia que se pueda llevar a cabo en la escuela, dado que, la imposición del aprendizaje es inútil e ineficaz.[cita requerida] En aquella época, se consideraba como algo normal o natural que la violencia estuviera presente en las escuelas y que los alumnos tuvieran miedo de sus profesores. Quintiliano se opone a esta forma de actuación dando una serie de razones como son que el que verdaderamente se merece el castigo es el maestro y no el joven, que la violencia traumatiza y avergüenza a la persona que la sufre y que solo los maestros desvergonzados son los que abusan de este derecho que tradicionalmente estaba permitido por las costumbres.
Quintiliano fue la primera persona en defender la escuela pública. Las personas que estaban a favor de la educación doméstica se escudaban básicamente en dos razones una de tipo moral y otra de tipo pedagógica.[cita requerida] Estos no estaban a favor de unir a niños de diferentes edades en una misma aula, porque según ellos perjudicaba a las costumbres, por lo que era mejor vivir sobre la base de ellas que hablar de forma correcta.
Seguidamente, argumentaban que un solo preceptor (profesor) con un solo alumno produciría mejores resultados que si este mismo tuviese a un mayor número de alumnos, afirmación con la que Quintiliano no está de acuerdo, dado que, para él es mucho más ventajoso esta situación.
Quintiliano, para dar una mejora ante esta situación, incorporó la costumbre de clasificar a los alumnos en diferentes grupos según el nivel de los conocimientos que poseían.